# 阿伦河

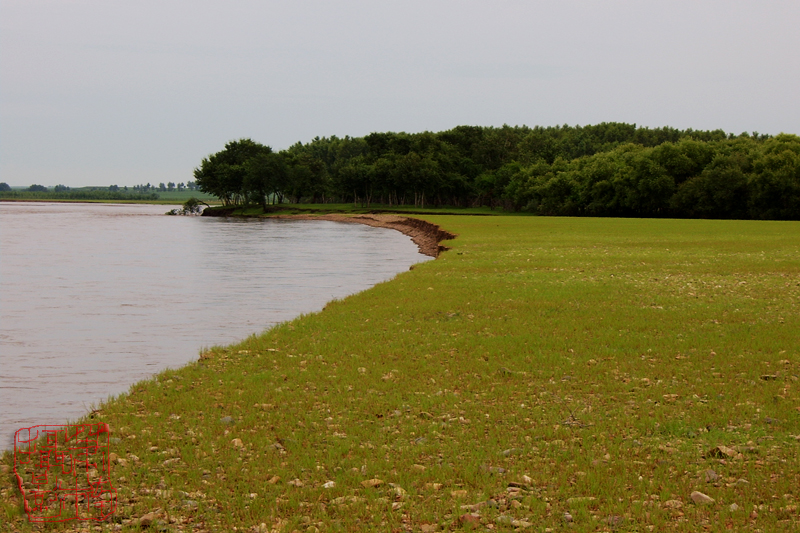
阿伦河梅里斯区河段

阿伦河（在蒙古语中意为“后河”），位于中国东北地区，是嫩江右岸的一条支流。

## 河名
阿伦河在《清一统志》中称“阿里玛”，《龙沙纪略》称“阿伦木”，“阿伦”（羅馬化：yadun)，鄂温克语意为“清澈透明”或“清洁美丽”。

## 干流概况
阿伦河发源于内蒙古自治区阿荣旗查巴奇鄂温克族乡大时尼奇林场（隶属阿荣旗林业局）西北大兴安岭东坡吉勒肯奇山（一说是发源于阿荣旗与牙克石市交界处的腰梁子），蜿蜒向东南流，经查巴奇乡、霍尔奇镇、县城那吉镇等地，于新发朝鲜族乡靠鲜村以南过金界壕遗址后进入黑龙江省，流经黑龙江甘南县兴隆乡、北京市双河农场和齐齐哈尔市梅里斯达斡尔族区，于梅里斯区卧牛吐达斡尔族镇额尔门沁达斡尔族村以南汇入嫩江。河流全长319千米，流域面积6700平方千米，河道平均比降4.29‰，年均径流量8.44亿立方米。

## 备注
1. ↑  后缀“玛”与“木”应是蒙古语系语言（包括达斡尔语）“木伦” （达斡尔语：《达汉对照词典》记音符号）的简写，意为“河流”。
2. ↑  《中国地名语源词典》、《中国地名由来词典》等资料称，“阿伦”与“阿荣”是同词异译，为达斡尔语，意为“清澈”的河。
3. ↑   註: